# Баринов-Єльцов Олександр Петрович
Олександр Петрович Ба́ринов-Єльцо́в (14 серпня 1897, Зубрилово — 20 січня 1981, Ялта) — український радянський живописець і графік, член Спілки радянських художників України з 1960 року.

## Біографія
Народився 2 [14] серпня 1897 року в селі Зубриловому (тепер Тамалінський район Пензенської області РФ). Закічив сільську шестирічну школу. У 1911—1915 роках навчався в Пензенській учительській семінарії, яку закінчив у званні вчителя початкових класів. Працював учителем, спочатку в селі Селінсах Городищенського повіту Пензенської губернії (вересень 1915 — вересень 1916 року), потім в початковій школі в Пензі (вересень 1916 — березень 1917 року). У цей період кілька разів призивався в армію, але за станом здоров'я був звільнений від військової служби. З березня 1917 року по вересень 1921 року працював бухгалтером у відділі заготівлі хліба для армії, а потім у відділі військових заготовок Пензенського губраднаргоспу. Без відриву від виробництва в 1917 році поступив у Пензенське художнє училище, але не закінчив, пішов з четвертого курсу в березні 1921 року, отримавши довідку про те, що може викладати малювання в неповній середній школі.
З вересня 1921 року по лютий 1924 року викладав малювання в неповній середній школі № 21 міста Пензи, 1924 року керував мистецьким гуртком в Губрадпартшколі, у 1924—1925 роках завідував клубом Губрадпартшколи, а потім у 1925—1926 роках Центральним робочим клубом. У 1926—1928 роках працював інструктором культвідділу Губпрофради. У 1928 році захворів швидкоплинним туберкульозом легень, перебував на інвалідності до 1934 року.
З 1934 по 1945 рік працював в Пензенському товаристві «Художник», був членом Правління та Ревізійної комісії. Одночасно у 1936—1940 роках навчався у Пензенському художньому училищі у Миколи Петрова та Івана Горюшкіна-Сорокапудова. Дипломна робота — «Герой Хасану» (керівник Іван Горюшкін-Сорокапудов). Отримав кваліфікацію художника-викладача з правом викладання образотворчого мистецтва і креслення в середніх школах. У 1940—1941 роках завідував методичним кабінетом в Пензенському художньому училищі. У 1940 році був прийнятий кандидатом в члени, в 1942 році переведений з кандидатів у члени Пензенської Спілки радянських художників.
Під час німецько-радянської війни в травні 1942 року постановою Облвиконкому був мобілізований, входив до групи художників, що була в розпорядженні Пензенського обласного видавництва, працював літографом до жовтня 1945 року.
У 1945 році через хворобу переїхав до Ялти. 28 листопада 1945 року був прийнятий на облік до Союзу радянських художників Криму. З 28 грудня 1949 року по 20 березня 1951 року був членом Правління Союзу радянських художників Криму, здійснював контроль за роботою Ялтинського товариства «Кримхудожник». За підсумками перереєстрації членів і кандидатів Спілки радянських художників Криму на початку 1950 року був залишений членом Спілки радянських художників умовно до виставки 1950 року. VII-ма Всекримська конференція членів і кандидатів Спілки радянських художників Криму 19—20 березня 1951 року своїм рішенням продовжила умовне членство до виставки 1951 року. Правлінням Спілки радянських художників Криму 17 квітня 1953 року був виключений зі складу Спілки радянських художників — 
| «як непрацюючий систематично над підвищенням свого професійного рівня, що не створив за весь період перебування в Спілці радянських художників Криму серйозного твору, який свідчив би про ідейне творче зростання художника.» |
Секретаріат Оргкомітету Спілки радянських художників СРСР 29 червня 1953 року запропонувала через рік заслухати творчий звіт художника і після цього вирішувати питання про його перебування в Спілці радянських художників Криму. Правління Спілки радянських художників Криму 18 січня 1954 року постановило, що питання про перебування його в складі Спілки буде вирішене на підстави участі на Республіканській виставці 1954 року, Секретаріат Оргкомітету Спілки радянських художників СРСР запропонував Правлінню заслухати творчий звіт художника і допомогти йому брати участь у виставці. За власним бажанням був переведений з членів в кандидати Спілки радянських художників Криму. Правлінням Кримського відділення Спілки художників України від 12 жовтня 1960 року за рекомендацією Федора Захарова, Лідії Ушакової, Миколи Савицького, був переведений з кандидатів у члени Спілки, перевод затверджений 20—22 жовтня 1960 року VI-м пленумом Правління Спілки художників України як виняток, у зв'язку з досягненням пенсійного віку.
Був членом ВКП(б) з 1953 року. Жив у Ялті спочатку в будинку на вулиці Кірова, 3, квартира 18, у 1947—1953 роках в будинку на вулиці Кірова, № 42, квартира № 8 та з 1961 року в будинку на вулиці Васильєва, 9, квартира 19. Помер у Ялті 20 січня 1981 року.

## Творчість
Працював в галузі станкового живопису та промислової графіки. Писав переважно пейзажі, а також натюрморти. Серед робіт:
- «В парку» (1939);
- «Герой Хасана» (1940);
- «Призивники» (1942);
- «Лист із фронту» (1943);
- «На відпочинку» (1944);
- «На відпочинку в Криму» (1947);
- «Ялта. Порт» (1948—1949);
- «Після війни» (1949);
- «У Ялтинському порту» (1953);
- «В порту. Рибалки» (1954—1955);
- «Каміння» (1956, пейзаж);
- «У рибалок» (1957);
- «Вечір» (1958, пейзаж);
- «Натюрморт. Ромашки» (1960);
- «Туман» (1970-ті);
- «Північний вітер» (1970-ті);
- «Вулиця в Ялті» (1970-ті);
- «Діти на річці» (1970-ті).

Брав участь у виставках з 1942 року. Перші виставки були Пензенські обласні у 1942—1945 роках (три стаціонарні і одна пересувна), а також виставки в Криму і Києві:
- IV виставка робіт Союзу Радянських художників Криму, присвячена ХХХ річниці Великої Жовтневої Соціалістичної революції (Сімферополь, 1947);
- VIII Обласна виставка творів художників Криму (Сімферополь, 1952);
- Осіння виставка творів художників Криму 1955 року (Сімферополь, 1955);
- Виставка творів художників Криму (Київ, 1956)[2].